# نهجز بايين
نهجز بايين (بالفارسية: نهجز پایین) هي قرية تقع في قسم كاخك الريفي في إيران. يقدر عدد سكانها بـ 11 نسمة .